# 파우타우아 계곡

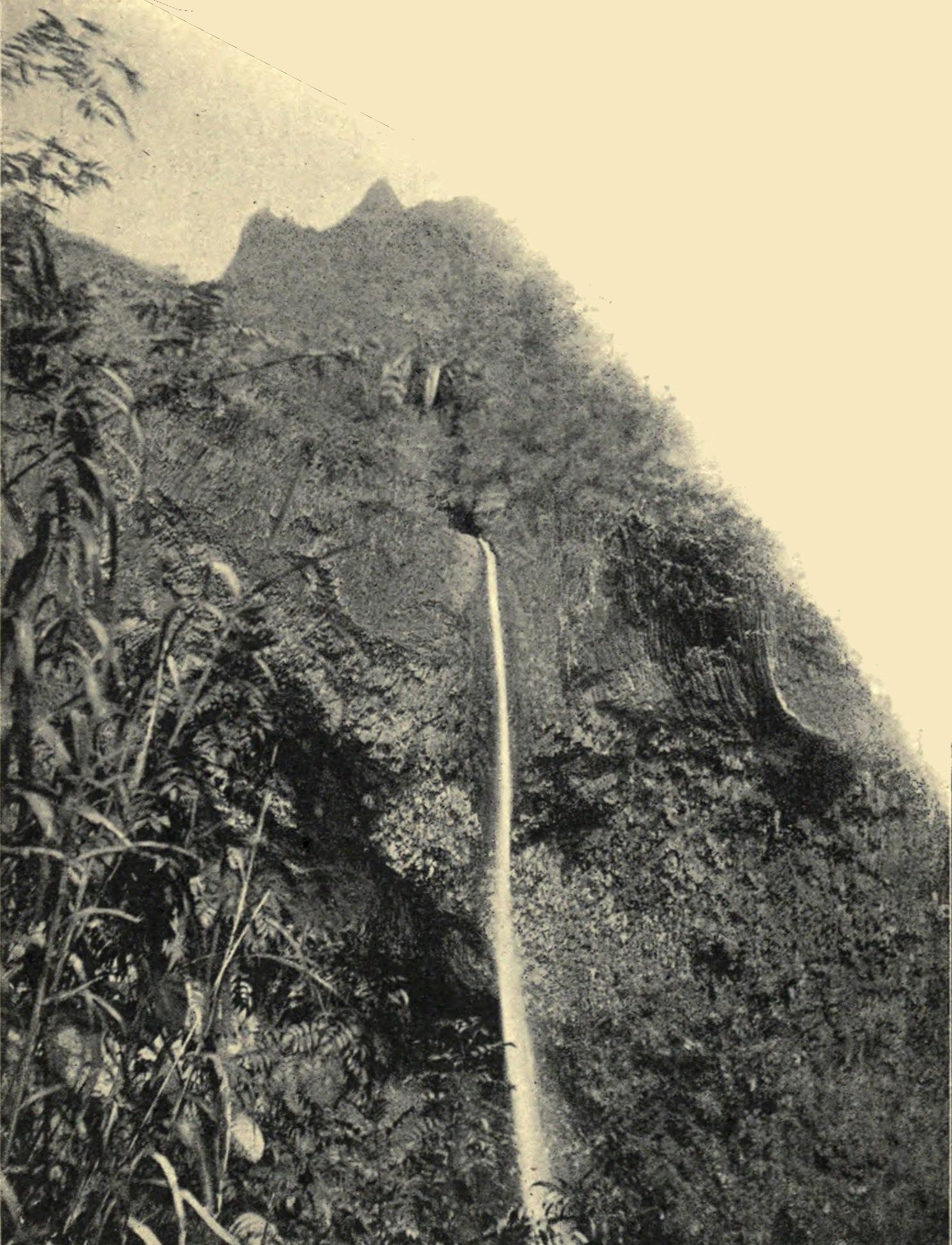

파우타우아 계곡(Fautaua Valley)은 프랑스령 폴리네시아 타히티섬의 강 계곡이다. 파페에테 수도 주변에 위치해 있다.
파우타우라강이 이 계곡을 통해 흐르며 산 측면을 따라 약 300미터 높이에서 로티 바인(Loti Bain)이라는 수영장으로 떨어지는 직하형 폭포인 파우타우 폭포(Fautaua Falls)가 있다. 이 수영장의 이름은 얼마 동안 이 지역에 살았던 프랑스의 작가 피에르 로티의 이름을 딴 것이다. 세계에서 28번째로 높은 폭포이다. 이 폭포는 폭포 꼭대기에서 볼 수 있는 폐허의 성인 파초다성의 이름을 따서 파초다 폭포(Fachoda Falls)라고도 한다.
이 폭포는 하이킹을 하는 사람들과 관광객들의 접근이 가능하지만 접근 허가권의 구매가 필수적이다. 하이킹 예상 시간은 어느 길을 가는가에 따라 3~6시간이 소요된다.